# Najoua Darwiche
Najoua Darwiche, née à Carpentras en 1984, est une conteuse franco-libanaise. Elle a remporté la médaille de bronze aux Jeux de la francophonie en 2017.

## Biographie
Najoua Darwiche naît en 1984 à Carpentras et grandit à Avignon. Elle étudie le cinéma, pratique le théâtre, administre des studios de répétition, et organise des concerts de musique. Sous l'influence de son père Jihad Darwiche et de sa grand-mère libanaise qui racontait des histoires à ses entourages dans le village de Marwaniyé, sa sœur et elles nourrissent la passion pour les contes. Elle sait aussi acommpagner son père lors de différents festivals, comme au travers d’une nuit du conte dans un village des Alpes-de-Haute-Provence.

### Carrière artistique
En 2014, elle décide de devenir conteuse et commence cette carrière en assurant la première partie du spectacle d’Aldebert à l’Olympia. Ensuite, pour ses premiers spectacles, elle se tourne vers les contes traditionnels. Ces spectacles se diffusent en France, en Suisse, au Congo, au Québec, en Grèce, au Maroc et au Liban. Son Spectacle celle qui ne savait plus rêver passe au festival à Brest, au théâtre des Carmes d’Avignon, à Pouancé, et au festival des arts du récit, à Grenoble. En 2017, elle fait le Point de fuite au café littéraire associatif Le Petit Ney à l'occasion de la finale des huitièmes Jeux de la francophonie au Palais de la culture à Abidjan (Côte d’Ivoire). Elle présente un spectacle  Azay-le-Brûlé mercredi soir le 27 juillet 2016.
Najoua fonde deux festivals de contes à Nantes, et en octobre 2020 elle lance l'émission Héroïnes diffusée mensuellement sur la radio associative Prun’ et dédiée aux artistes féminines[source secondaire nécessaire].

#### Sur scène
- Les Darwiche Conteurs, joué pour la première festival Arabesques de Montpellier.
- Pas chassés sur la courbe du monde, un récital de contes poétiques et philosophiques, premier spectacle.
- Le goût des mots, second spectacle.
- Celle qui ne savait plus rêver, auto-fiction.

## Distinctions
- 2017, Médaille de bronze aux Jeux de la francophonie[6].